# Mai Nakahara
Mai Nakahara (中原 麻衣?, Nakahara Mai; Kitakyūshū, 23 febbraio 1981) è una cantante e doppiatrice giapponese (seiyū), affiliata con l'agenzia I'm Enterprise.
Nel corso della sua carriera, si è trovata spesso a lavorare in coppia con la collega Ai Shimizu, nella produzione di numerosi anime, in cui i personaggi da loro doppiati erano strettamente collegati: DearS, Kage Kara Mamoru!, My-HiME, Mai-Otome, My-Otome Zwei, Onegai Twins, Sola, Strawberry Panic!, Kamichama Karin ed anche nei CD drama di Lucky Star.

## Doppiaggio

### Anime
1996
- Parade Parade (Saki Midorikawa)

2002
- Mirmo! (Kaede Minami)[1]
- Seven of Seven (Nanasama)[2]
- Spiral: The Bonds of Reasoning (Sayoko Shiranagatani)

2003
- .hack//Legend of the Twilight Bracelet (Rena Kunisaki)[3]
- Daphne in the Brilliant Blue (Maia Mizuki)[4]
- Gankutsuou (Beppo/Peppo)[5]
- Godannar (Anna Aoi)[6][7]
- Gunparade Orchestra (Nami Koumi)
- Kaleido Star: New Wings (May Wong)[8]
- Maburaho (Chihaya Yamase)[9]
- Mouse (Hazuki Kakio)[10]
- Il mitico detective Loki (Skuld)
- Onegai Twins (Miina Miyafuji)[11]
- Popotan (Asuka)[12]
- Wandaba Style (Himawari Natsuwa)[13]

2004
- DearS (Miu)[14][15]
- Gravion, Gravion Zwei (Ena)[16]
- Midori Days (Midori Kasugano)[17]
- Mai-HiME (Mai Tokiha)[18]

2005
- Amaenaideyo (Chitose Nanbu)[19]
- Boku wa imōto ni koi o suru (Iku)[20]
- Happy Seven (Kiku "Okiku" Sarasugawa)[21]
- Mai-Otome (Mai Tokiha)[22]

2006
- Higurashi no Naku Koro ni (Rena Ryugū)[23]
- Kage Kara Mamoru! (Yuna Konnyaku)[24][25]
- Lovely Idol (Kotoha Kiryū)[26]
- Magikano (Yoshikawa Maika)[27]
- Mai-Otome Zwei (Mai Tokiha)
- Strawberry Panic! (Nagisa Aoi)[28][29]
- Tactical Roar (Nanaha Misaki)[30]
- The Wallflower (Noi Kasahara)[31]
- Utawarerumono (Yuzuha)[32][33]

2007
- Clannad (Nagisa Furukawa)[34]
- Higurashi no Naku Koro ni Kai (Rena Ryugū)[23]
- Idolmaster: XENOGLOSSIA (Ritsuko Akizuki)[35]
- Kamichama Karin (Karin Hanazono)[36]
- Mahō shōjo Lyrical Nanoha StrikerS (Teana Lanster)[37]
- Myself ; Yourself, (Asami Hoshino)[38]
- Sola (Aono Morimiya)[39]

2008
- Blassreiter (Snow)[40]
- Clannad After Story (Nagisa Furukawa)[41]
- Kannagi: Crazy Shrine Maidens (Shino Ōkōchi)[42]
- Kyouran Kazoku Nikki (Chieri Sakurai)
- Persona: Trinity Soul (Kanaru Morimoto)[43]
- Spice and Wolf (Nora Arendt)[44]
- Touhou - A Summer Day's Dream (Reimu Hakurei)
- Vampire Knight (Maria Kurenai)
- Vampire Knight Guilty (Maria Kurenai)[45]

2009
- Chrome Shelled Regios (Felli Loss)[46]
- Denpa teki na Kanojo (Yukihime Kishima)
- Higurashi no Naku Koro ni Rei (Rena Ryugū)[47]
- Tears to Tiara (Morgan)[48]
- Saki (Teru Miyanaga)
- Taishō Baseball Girls (Akiko Ogasawara)[49]
- Sora Kake Girl (Aleida, Kagura Shishido)

2010
- Angel Beats! (Hatsune Otonashi)
- Durarara!! (Haruna Niekawa)
- Katanagatari (Nanami Yasuri)[50]
- Fairy Tail (Lluvia Loxar)
- Hidamari Sketch x ☆☆☆ (Arisawa)
- Ladies versus Butlers! (Sernia Iori Flameheart)[51]
- Otome yōkai Zakuro (Zakuro)
- Seikon no Qwaser (Eva-Q)

2011
- Aria the Scarlet Ammo (Yutori Takamagahara)
- Dantalian no Shoka (Christabel Sistine)
- Horizon on the Middle of Nowhere (Musashi)
- Sekai-ichi Hatsukoi (Saeki)
- Suzy's Zoo Daisuki! Witzy  (Witzy)
- Tiger & Bunny (Mary)
- Higurashi no Naku Koro ni Kira (Rena Ryugū)
- Mawaru-Penguindrum (Renjaku)

2013
- Cyclops Shōjo Saipu (Fūka Saitou)

2014
- Mekakucity Actors (Ayano Tateyama)

2015
- Aki no kanade (Akane Matsumoto)

2017
- Fate/Apocrypha (Reika Rikodou)

2021
- Super ladri (Madre di Johnny Fulmine)

2024
- Wonderful Pretty Cure! (Zakuro)
- Dragon Ball Daima (Bulma (bambina))

### Videogiochi
- 11 Eyes CrossOver (Shione Azuma)
- Higurashi no Naku Koro ni (Rena Ryugū)
- Clannad (Nagisa Furukawa)
- Gokuraku Parodius (Hikaru)
- La Pucelle: Tactics (Prier)
- Gotcha Force (Orochi, Mana Umihara)
- Soul Nomad & the World Eaters (Tricia)
- Sonic e gli Anelli Segreti (Shahra)
- Symphonic Rain (Arietta Fine, Tortinita Fine)
- Tales of Vesperia (Estellise Sidos Heurassein)
- Super Robot Wars Z (Ena)
- Tokimeki Memorial 4 Mobile (Kiho Inokura)
- Yggdra Union: We'll Never Fight Alone (Yggdra Yuril Artwaltz)
- Blaze Union: Story to Reach the Future (Aegina, Luciana, Yggdra Yuril Artwaltz)
- Rune Factory 3: A Fantasy Harvest Moon (Kuruna)
- Luminous Arc 3: Eyes (Valerie)
- Super Robot Wars Z2: Destruction Chapter (Ena)
- Gloria Union: Twin Fates in Blue Ocean (Yggdra Yuril Artwaltz, Henrietta)
- Queen's Gate: Spiral Chaos (Maron Makaron)
- The Legend of Heroes: Trails to Azure (Mireille)
- Black Rock Shooter: The Game (Mii)
- Mai-HiME: Unmei no keitōju (Tokiha Mai)
- Photo Kano (Aki Muroto)
- Super Robot Wars Z2: Rebirth Chapter (Ena)
- Project X Zone (Estellise Sidos Heurassein)
- Summon Night 5 (Luchell)
- Killer Is Dead (Koharu)
- Granblue Fantasy (Europa, Euryale, Gayne, Nakoruru)
- Project X Zone 2 (Estellise Sidos Heurassein)
- Breath of Fire 6 (Amelia)
- Summon Night 6: Lost Borders (Luchell)
- The King of Fighters XIV (Nakoruru)
- Fire Emblem Heroes (Eremiya, Marisa, Sanaki)
- Tales of the Rays (Estellise Sidos Heurassein)
- Azur Lane (IJN Akagi, IJN Akagi-chan)
- SINoALICE (Rena Ryugū)
- Shin Megami Tensei: Strange Journey Redux (Maebe)
- Super Robot Wars X (Barara Peor)
- The King of Fighters: All Star (Nakoruru)
- SNK Heroines: Tag Team Frenzy (Nakoruru)
- Dragalia Lost (Rena, Konohana Sakuya)
- Disgaea RPG (Prier)
- Chocobo's Mystery Dungeon: Every Buddy! (Irma)
- Arknights (Blaze)
- Samurai Shodown (Nakoruru)
- Tales of Crestoria (Estellise Sidos Heurassein)
- Shin Megami Tensei III: Nocturne HD Remaster (Dama della Fontana)
- Blue Archive (Hiyori Tsuchinaga)
- World's End Club (Pai)
- The King of Fighters XV (Nakoruru)
- Chocobo GP (Irma, Necroshell)
- Goddess of Victory: Nikke (Mana)
- Rune Factory 3 Special (Kuruna)
- Honkai: Star Rail (Seele)
- Persona 5 Tactica (Marie Anto)
- Phantom Brave: The Lost Hero (Prier)
- Fantasy Life i: La ragazza che ruba il tempo (Taylor)

### CD drama
- Rakka Ryūsui (Akiho Hayama)
- Lucky Star Drama CD (Tsukasa Hiiragi)
- S.L.H Stray Love Hearts! (Hiyoki Kozue)
- Yggdra Unison Drama CD (Yggdra)
- Mai-HiME Drama CD  (Tokiha Mai)
- Mai-Otome Drama CD  (Tokiha Mai)

## Discografia

### Album
- 2004: Homework (mini album)
- 2005: Mini Theater
- 2006: Fantasia (mini album)
- 2008: Metronome Egg
- 2010: Suisei Script

### Singoli
- 2004: Romance
- 2005: Etude
- 2006: Futaribocchi / Monochrome
- 2007: ANEMONE / Sazanami no Koe (sigla finale di Kamichama Karin)
- 2009: Sweet Madrigal
- 2010: My Starry Boy (sigla finale di Ladies versus Butlers)

## Doppiatrici italiane
Nelle versioni in italiano nelle opere in cui ha doppiato, Mai Nakahara è stata doppiata da:
- Perla Liberatori in Karin piccola dea, Fairy Tail
- Patrizia Mottola in Il conte di Montecristo
- Ludovica Bebi in Scan2Go
- Michela Alborghetti in Super Ladri